# Rudolf Quoika
Rudolf Quoika (6. května 1897 Žatec – 7. dubna 1972 Freising) byl muzikolog, organolog, hudební skladatel a pedagog.

## Životopis
Narodil se v dnes už neexistujícím domě čp. 470. Jeho otec Josef, který pocházel z Malměřic, provozoval v Žatci dopravní živnost, matka Josefa se narodila v Brodech. Rudolf studoval na učitelském ústavu v Chomutově, kde zároveň absolvoval výuku ve hře na klavír a varhany. V letech 1923–1925 si rozšířil vzdělání studiem muzikologie, historie a německé literatury na pražské německé univerzitě. Muzikologii studoval u Heinricha Rietsche a Paula Nettla. Praktické zkušenosti v oblasti komponování získal v Praze u Vojtěcha Říhovského a v Mnichově u Gottfrieda Rüdigera (1886–1946).
Roku 1924 složil státní zkoušky z pedagogiky, o rok později získal aprobaci i pro střední školy, kde vyučoval němčinu, dějepis, zeměpis a později i náboženství. Postupně učil v Bochově, Postoloprtech a na gymnáziu v Žatci. V letech 1923–1941 zastával Quoika místo regenschoriho v žateckém děkanském kostele. Roku 1941 byl z politických důvodů penzionován.
V roce 1947 odešel do Bavorska. Nejprve žil v Pfaffenhofenu u města Roth, později se usadil ve Freisingu, kde prožil zbytek života. Věnoval se zde komponování a organizaci hudebního života, především varhanní hudby. Stal se jednatelem Gesellschaft der Orgelfreunde (Společnosti přátel varhan). Při příležitosti 70. narozenin mu rakouský spolkový president udělil titul profesor. Quoikova pozůstalost je uložena v augustiniánském klášteře v Rohru v Dolním Bavorsku.

## Dílo
Ve své publikační činnosti se věnoval především dějinám varhan a varhanní hudby. Vydal díla českých skladatelů: Černohorského, Brixiho, Segera a Zacha.